# Николай Папучиев
Николай Георгиев Папучиев е български фолклорист, етнограф и антрополог, професор в Софийския университет „Св. Климент Охридски“.

## Биография
Роден е на 12 октомври 1972 година в Хаджидимово. Следва в Югозападния университет „Неофит Рилски“ в Благоевград (1992 – 1997) и го завършва с магистърска теза на тема „Родствена система и родствени отношения на българите християни“ и с научен ръководител професор Тодор Иванов Живков през 1997 годино. Магистър по социология в съвместна програма на ЮЗУ „Неофит Рилски“ и Университета в Лунд, Швеция с теза на тема „Bulgarian picture(s) of the world“ (научен ръководител д-р Марио Маринов (2001 – 2002).
Доктор с дисертация на тема „Родство и обредна култура на българите християни в гр. Хаджидимово“ с научен ръководител проф. Костадин Динчев през 2007 година. Доктор на науките с труд на тема „Преобразяване на традиционната култура в модерен разказ за нацията. Антропология на вещта и символните форми“ (2016).
Изследовател в Института за литература при БАН и редактор в списание „Литературна мисъл“ (2004). Редовен асистент по Български фолклор и Етнология в Югозападния университет „Неофит Рилски“ (2006 – 2007). Адюнкт в катедрата по славянско езикознание на Университета „Мария Кюри-Склодовска“ в Люблин, Полша (2007 – 2009).
Главен асистент (2009 – 2013), доцент (2013 – 2021) и професор в Софийския университет „Св. Климент Охридски“ (от 2022 г.). Ръководител на Катедрата по българска литература във Факултета по славянски филологии към Софийския университет (от 2019 г.).
Член е на International Society for Ethnology and Folklore (от 2015 г.) и на Сдружение на културните антрополози „Етносфера“, Познан, Полша (2009).
Ръководител е на Антропологичния дискусионен клуб към Факултета по славянски филологии към Софийския университет (20010 - 2015) и е член на редакционната колегия на Годишника на ФСЛФ (от 2015 г.). Координатор е на магистърска програма „Интерпретативна антропология“ в Софийския университет (от 2010 г.).
Специализации в в Университета в Лунд, Швеция (март – юни 2002), Университета „Мария Склодовска-Кюри“, Люблин, Полша (с научен консултант проф. Йежи Бартмински) (май 2011), в Института по славистика към Полската академия на науките (октомври 2014 – януари 2015) (научен консултант проф. Гражина Шват-Гълъбова), където слуша лекции при проф. Войчех Бурща, и в Университета на Грац, Австрия (ноември 2015) (координатор проф. Карл Казер).